# Drapeau de la Floride
Le drapeau de la Floride (en anglais : Flag of Florida) est le drapeau officiel de l'État américain de Floride. Il se compose d'une croix de saint Patrick  rouge sur fond blanc, avec le sceau de l'État superposé au centre.
Sa conception est approuvée par référendum en 1900. Le dessin actuel remonte à 1985, année durant laquelle le sceau est modifié et rendu officiel.

## Histoire

Sceau de l'État de Floride.

Drapeau de la Nouvelle-Espagne.

De 1868 à 1900, le drapeau de la Floride se composait seulement du sceau de l'État sur fond blanc. Vers la fin des années 1890, le
gouverneur Francis P. Fleming suggéra d'y ajouter une croix rouge, afin qu'il ne soit pas confondu avec un drapeau blanc lorsqu'il était hissé.
Certains affirment que la croix se veut un rappel de celle, similaire (mais bleue) du drapeau de guerre confédéré. Toutefois, cette opinion ne fait pas l'unanimité, et il n'y a pas eu d'opposition au drapeau pour cette raison, comme cela a pu être le cas en Géorgie ou dans le Mississippi.
Historiquement, le premier drapeau qui flotta en Floride est celui de la Nouvelle-Espagne, avec la croix ragulée rouge sur fond blanc de Bourgogne.

## Cinq drapeaux de la Floride
L'expression « cinq drapeaux de la Floride » fait référence aux cinq nations dont le drapeau a flotté sur la Floride : l'Espagne, la France, la Grande-Bretagne, les États confédérés d'Amérique et les États-Unis.